# Anna Karczewska
Anna Małgorzata Karczewska – polska inżynier, dr hab. nauk rolniczych, profesor zwyczajny Instytutu Nauk o Glebie i Ochrony Środowiska Wydziału Przyrodniczego i Technologicznego Uniwersytetu Przyrodniczego we Wrocławiu.

## Życiorys
W 1981 ukończyła studia inżynierskie w Politechnice Wrocławskiej, 8 listopada 1985 obroniła pracę doktorską Skuteczność koagulacji grup związków barwnych w wodach, 25 czerwca 2002 habilitowała się na podstawie pracy zatytułowanej Metale ciężkie w glebach zanieczyszczonych emisjami hut miedzi - formy i rozpuszczalność. 3 kwietnia 2009 nadano jej tytuł profesora w zakresie nauk rolniczych.  
Została zatrudniona na stanowisku profesora w Instytucie Nauk o Glebie i Ochrony Środowiska na Wydziale Przyrodniczym i Technologicznym Uniwersytetu Przyrodniczego we Wrocławiu.